# 上田勇
上田 勇（うえだ いさむ、1958年〈昭和33年〉8月5日 - ）は、日本の政治家。公明党所属の参議院議員（1期）。
衆議院議員（7期）、公明党副幹事長、法務総括政務次官（第2次森内閣）、財務副大臣（第2次小泉改造内閣·第3次小泉内閣）、公明党広報委員長、公明党神奈川県本部代表などを歴任。

## 経歴
- 1958年（昭和33年）8月5日 - 神奈川県に生まれる。
- 1981年 - 東京大学農学部（農業工学[2]）を卒業後、農林水産省に入省[3]。
- 1986年 - コーネル大学でMaster of Business Administration修得。金融、国際ビジネスなどを専攻[3]。
- 1993年7月 - 第40回衆議院議員総選挙に伏木和雄の後継で公明党から出馬し初当選（旧神奈川1区）。以後、連続5回当選。
- 1994年12月 - 公明党解党を経て新進党結成に参加。
- 1996年1月 - 党首小沢一郎の下で党団体渉外副委員長に就任。
- 1997年12月  - 新進党が政党助成法に基き分党。
- 1998年
  - 1月 - 新進党解党により神崎武法を代表とする新党平和結成に参加。
  - 11月 - 衆参統一の公明党再結成に参加。神崎代表の下で党副幹事長、党国際局長を歴任[3]。
- 2000年7月 - 第42回衆議院議員総選挙で、小選挙区では池田元久に敗れたが、比例復活で再選。直後に第2次森内閣で保岡興治法相の下法務総括政務次官に就任[3]。
- 2003年11月 - 第43回衆議院議員総選挙で4選。
- 2004年9月 - 参院選後に第2次小泉改造内閣で財務副大臣に就任[3]。
- 2005年9月 - 衆院選後に政務調査会長井上義久の下で政務調査副会長に就任[3]。
- 2006年9月 - 党広報委員長に就任[3]。
- 2009年8月 - 第45回衆議院議員総選挙で民主党の池田元久に敗れ、比例代表に重複立候補していなかったため落選。
- 2012年12月 - 第46回衆議院議員総選挙で当選。3年ぶりに国政に復帰。
- 2014年12月 - 第47回衆議院議員総選挙で7選。
- 2017年10月 - 第48回衆議院議員総選挙で立憲民主党の青柳陽一郎に敗れ、なおかつ比例重複の届け出をしていなかったため、落選した[4]。
- 2021年10月 - 第49回衆議院議員総選挙では、比例南関東ブロックから単独3位で出馬したものの公明党の議席獲得が2議席に留まり落選[5]。
- 2021年12月 - 翌年7月に行われる第26回参議院議員通常選挙の比例区公認候補に内定[6]。
- 2022年7月 -  第26回参議院議員通常選挙において公明党公認で比例区より立候補し26万8403票（6/17位）を獲得し当選[7]。

## 主張
- 憲法改正に賛成[8]。
- 集団的自衛権の行使を評価する[8]。
- アベノミクスを評価する[8]。
- 原発は日本に必要[8]。
- 受動喫煙防止を目的に飲食店などの建物内を原則禁煙とする改正健康増進法について反対。2017年1月12日に日本フードサービス協会など5団体が出席して行われた受動喫煙防止強化に対する緊急集会において、「利用者が選択できない公共の施設と、選択可能な飲食店などを一括でくくるのは問題が多い」と持論を展開し、「例外措置も必要」と述べている[9][10]。

## 主な所属議員連盟
- 日米国会議員連盟
- 日韓議員連盟
- 日豪国会議員連盟
- 日本の死刑制度の今後を考える議員の会
- 北朝鮮に拉致された日本人を早期に救出するために行動する議員連盟
- 身体障害者補助犬を推進する議員の会
- 花粉症対策議員連盟
- 休眠預金活用推進議員連盟
- 肝炎対策推進議員連盟
- こどもホスピスを応援する議員連盟
- 水力発電促進議員連盟

## 過去の役職

### 公明党
- 政務調査会　会長代理
- 参議院国会対策委員会　副委員長
- 経済再生調査会　会長
- 税制調査会　副会長
- 財政・金融部部会　部会長
- アレルギー疾患対策PT　座長
- 中部方面副本部長
- 静岡県本部代表代行

### 衆議院
- 経済産業委員会委員長
- 外務委員会理事
- 財務金融委員会理事
- 予算委員会理事
- 財務金融委員会委員
- 農林水産委員会委員
- 北朝鮮による拉致問題等に関する特別委員会理事

### 参議院
- 財政金融委員会理事

## 選挙歴
| 当落 | 選挙                     | 執行日         | 年齢 | 選挙区                | 政党   | 得票数     | 得票率 | 定数 | 得票順位 /候補者数 | 政党内比例順位 /政党当選者数 |
| ---- | ------------------------ | -------------- | ---- | --------------------- | ------ | ---------- | ------ | ---- | ------------------ | ---------------------------- |
| 当   | 第40回衆議院議員総選挙   | 1993年07月18日 | 34   | 旧神奈川1区           | 公明党 | 8万5571票  | 13.27% | 4    | 2/11               | /                            |
| 当   | 第41回衆議院議員総選挙   | 1996年10月20日 | 38   | 比例南関東            | 新進党 |            |        | 23   | ー/ー              | 4/7                          |
| 比当 | 第42回衆議院議員総選挙   | 2000年06月25日 | 41   | 比例南関東(神奈川6区) | 公明党 | 5万2175票  | 23.11% | 1    | 2/5                | 3/3                          |
| 当   | 第43回衆議院議員総選挙   | 2003年11月09日 | 45   | 神奈川6区             | 公明党 | 8万2269票  | 36.71% | 1    | 1/5                | /                            |
| 当   | 第44回衆議院議員総選挙   | 2005年09月11日 | 47   | 神奈川6区             | 公明党 | 12万3040票 | 49.89% | 1    | 1/3                | /                            |
| 落   | 第45回衆議院議員総選挙   | 2009年08月30日 | 51   | 神奈川6区             | 公明党 | 9万4941票  | 37.18% | 1    | 2/4                | /                            |
| 当   | 第46回衆議院議員総選挙   | 2012年12月16日 | 54   | 神奈川6区             | 公明党 | 8万2147票  | 37.37% | 1    | 1/4                | /                            |
| 当   | 第47回衆議院議員総選挙   | 2014年12月14日 | 56   | 神奈川6区             | 公明党 | 7万8746票  | 39.85% | 1    | 1/4                | /                            |
| 落   | 第48回衆議院議員総選挙   | 2017年10月22日 | 59   | 神奈川6区             | 公明党 | 8万2788票  | 42.78% | 1    | 2/3                | /                            |
| 落   | 第49回衆議院議員総選挙   | 2021年10月31日 | 63   | 比例南関東            | 公明党 | ー票       | ー     | 22   | /                  | 3/2                          |
| 当   | 第26回参議院議員通常選挙 | 2022年07月10日 | 63   | 比例区                | 公明党 | 26万8403票 |        | 50   | /                  | 6/6                          |

## その他
- 家族は妻・一女一男[3]